# زرین تاج
زرین تاج (نام علمی: Phalacrocarpum) نام یک گونه از سرده زرین تاج از تبار بابونه‌ایان است. این گیاه در نواحی سرزمین آلتای، قزاقستان، ترکمنستان، ازبکستان، قرقیزستان، افغانستان، ایران و تاجیکستان رشد می‌کند.